# Hubert Pierlot
Hubert Marie Eugène Pierlot (ur. 23 grudnia 1883 w Cugnon, zm. 13 grudnia 1963 w Uccle) – belgijski polityk oraz prawnik, parlamentarzysta i minister. Od 22 lutego 1939 do 12 lutego 1945 premier Belgii, urzędujący w okresie okupacji swojego kraju przez wojska niemieckie w czasie II wojny światowej.

## Życiorys
Kształcił się na Katolickim Uniwersytecie w Lowanium, gdzie uzyskał licencjat z nauk politycznych oraz doktorat z prawa. Praktykował jako adwokat w ramach brukselskiej palestry.
Jako ochotnik walczył w trakcie I wojny światowej, kończąc służbę w randze porucznika. Zaangażował się następnie w działalność polityczną, w latach 1919–1920 był szefem sztabu premiera Léona Delacroix. W 1926 został wybrany w skład belgijskiego Senatu. W 1934 premier Charles de Broqueville powierzył mu stanowisko ministra spraw wewnętrznych, którym zarządzał do 1935. Później pełnił funkcję ministra rolnictwa w gabinecie Paula van Zeelanda, w połowie lat 30. kierował także partią katolicką.
W lutym 1939 objął urząd premiera Belgii. Do sierpnia tegoż roku kierował jednocześnie resortem spraw zagranicznych, a od października 1942 do września 1944 stał także na czele resortu obrony. Po zajęciu Belgii przez wojska niemieckie w maju 1940 Hubert Pierlot wraz ze swoim rządem ewakuował się do Francji. W sierpniu 1940 po zerwaniu stosunków dyplomatycznych przez rząd Vichy Hubert Pierlot i minister Paul-Henri Spaak wyjechali do Hiszpanii, gdzie zostali zatrzymani i osadzeni w areszcie domowym w Barcelonie. Obu politykom udało się jednak uciec i następnie przedostać w październiku tegoż roku do Wielkiej Brytanii. Hubert Pierlot kierował dalej emigracyjnym gabinetem, powrócił do kraju we wrześniu 1944, a zakończył urzędowanie na stanowisku premiera w lutym 1945.

## Odznaczenia i wyróżnienia
Odznaczony najwyższymi odznaczeniami krajowymi:
- Orderem Leopolda III klasy,
- Orderem Korony IV klasy,
- Orderem Leopolda II IV klasy[1].

Otrzymał także m.in. Krzyże Wielkie:
- Orderu Dębowej Korony (Luksemburg),
- Orderu Krzyża Południa (Brazylia),
- Orderu Lwa Niderlandzkiego (Holandia),
- Orderu Gwiazdy Polarnej (Szwecja),
- Legii Honorowej (Francja),
- Orderu Korony (Iran).

Uhonorowany Medalem Wolności (USA) oraz tytułem ministra stanu.